# Донахи, Питер
Питер Донахи (англ. Peter Donaghy; 13 января 1898, Гранджтаун — неизвестно) — английский футболист и тренер.

## Карьера
Донахи начинал играть в футбол в колледже Сент-Мэрис в родном Гранджтауне, а в 1919 году стал игроком «Мидлсбро». В составе клуба дебютировал 24 апреля 1920 года в матче Футбольной лиги Англии против «Брэдфорд Сити». За три года Питер сыграл 30 матчей и забил два гола за «Мидлсбро», выступал на позиции центрального и крайнего нападающего. В мае 1923 года он перешёл в «Брэдфорд Сити», где за два сезона забил 5 голов в 22 матчах чемпионата, а также сыграл одну игру в Кубке Англии. С июня 1925 года выступал за «Карлайл Юнайтед».
В августе 1926 года Питер был назначен главным тренером нидерландского клуба «Спарта» из Роттердама. В первом сезоне его команда заняла 6-е место в Первом классе западной группы, а в 1928 году финишировала на втором месте в своей группе, уступив только «Фейеноорду». В 1929 году клуб стал победителем первой западной группы, а финальном турнире, определявшем чемпиона страны, «Спарта» заняла только 4-е место. В сезоне 1929/30 роттердамцы выступили в чемпионате неудачно, заняв 9-е место в первой западной группе. 
В июне 1930 года было объявлено, что с 1 июля Донахи станет тренером команды ВЮК из Гааги. Спустя два года стал главным тренером клуба АФК из Амстердама.

## Личная жизнь
Питер родился в январе 1898 года в городе Гранджтаун, который находится в графстве Норт-Йоркшир. Отец — Патрик Донахи, мать — Мэри Финн. 
Его братья Джон и Эдвард также был футболистами и тренерами.